# Гаипов, Махтум
Махтум Гаипов (1906, Асхабад, Закаспийская область — 1969, Ашхабад) — советский колхозник. Герой Социалистического Труда (1949).

## Биография
Махтум Гаипов родился в 1906 году в городе Асхабад Закаспийской области (сейчас Ашхабад в Туркменистане). По национальности туркмен.
Окончил школу. С 1926 года служил в отрядах самоохраны в Ашхабаде.
В 1933 году начал трудиться в сельском хозяйстве, вступив в колхоз «12 лет РККА» (впоследствии колхоз имени Будённого) в ауле Безмеин Ашхабадского района, который специализировался на выращивании винограда. Был бригадиром, в 1937 году стал председателем колхоза. Продолжал работать на этой должности и в годы Великой Отечественной войны.
В 1944 году стал членом ВКП(б).
13 декабря 1944 года за успешное выполнение заданий правительства по развитию сельского хозяйства и выполнение плановых заданий в период Великой Отечественной войны был награждён орденом Ленина.
В 1948 году колхоз, которым руководил Гаипов, показал высокий результат в выращивании винограда: с каждого из 29,4 гектара поливных виноградников здесь собрали 209,3 центнера.
17 июня 1949 года Указом Президиума Верховного Совета СССР за получение высоких урожаев винограда в 1948 году был удостоен звания Героя Социалистического Труда с вручением ордена Ленина и золотой медали «Серп и Молот». Аналогичное звание за те же достижения получили звеньевые колхоза «12 лет РККА» Чары Бабаев, Нуры Геокча и Голя Огылдурдыева.
Также был награждён орденом «Знак Почёта» (28 января 1950) и медалями.
Был депутатом Верховного Совета Туркменской ССР, делегатом X съезда КП(б) Туркмении. В 1950 году входил в Центральную избирательную комиссию по выборам в Верховный Совет СССР.
В 1961 году вышел на пенсию. Жил в Ашхабаде.
Умер в 1969 году.